# Ризька операція
Ризька операція (14 вересня — 22 жовтня 1944) — наступальна операція радянських військ 3-го, 2-го й 1-го Прибалтійських фронтів у взаємодії з Балтійським флотом, що була проведена з 14 вересня по 22 жовтня 1944. Складова частина Прибалтійської стратегічної наступальної операції 1944 року. Мета — розгромити ризьке угруповання Вермахту, взяти під контроль Ригу і вийти на узбережжі Ризької затоки, не допустивши відходу німецьких військ у Східну Пруссію.